# Sumbaviopsis albicans
Espèce
Sumbaviopsis albicans est une espèce de plantes de la famille des Euphorbiaceae. Ce petit arbre se trouve en Birmanie, en Thaïlande, au Vietnam, en Malaisie et Indonésie.

## Synonymes
Sumbaviopsis albicans a pour synonymes selon World Checklist of Selected Plant Families (WCSP) (23 février 2021) :
- synonymes homotypiques :
  - Adisca albicans Blume, 1826 (basionyme)
  - Croton albicans (Blume) Rchb.f. & Zoll., 1856
  - Rottlera albicans (Blume) Morales ex Rchb.f. & Zoll., 1856
  - Cephalocroton albicans (Blume) Müll.Arg. in A.P.de Candolle, 1866
  - Doryxylon albicans (Blume) N.P.Balakr., 1968
- synonymes hétérotypiques :
  - Sumbavia macrophylla Müll.Arg., 1864
  - Coelodiscus speciosus Müll.Arg., 1865
  - Mallotus speciosus (Müll.Arg.) Pax & K.Hoffm. in H.G.A.Engler (ed.), 1914
  - Sumbaviopsis albicans var. disperma Gagnep. in H.Lecomte, 1925

## Liste des variétés
Selon Tropicos (23 février 2021) :
- variété Sumbaviopsis albicans var. disperma Gagnep.